# Cuba op de Olympische Zomerspelen 2016
Cuba nam deel aan de Olympische Zomerspelen 2016 in Rio de Janeiro, Brazilië. 124 atleten behoorden tot de selectie, actief in achttien sporten. Worstelaar Mijaín López, die zijn olympische titel in het Grieks-Romeins worstelen prolongeerde, droeg de Cubaanse vlag tijdens de openings- en de sluitingsceremonie. Met in totaal elf olympische medailles waren het de minst succesvolle Spelen voor Cuba sinds de Spelen van 1972 in München. Wel evenaarde de olympische ploeg van 2016 het aantal gouden medailles van vier jaar eerder: vijf in totaal.

## Medailleoverzicht
| Sport     | Olympiër            | Discipline                 | Medaille |
| --------- | ------------------- | -------------------------- | -------- |
| Boksen    | Julio César La Cruz | halfzwaargewicht (m)       | Goud     |
| Boksen    | Robeisy Ramírez     | bantamgewicht (m)          | Goud     |
| Boksen    | Arlen López         | middengewicht (m)          | Goud     |
| Worstelen | Ismael Borrero      | –59kg Grieks-Romeins (m)   | Goud     |
| Worstelen | Mijaín López V      | –130 kg Grieks-Romeins (m) | Goud     |
|           |                     |                            |          |
| Judo      | Idalys Ortíz        | +78 kg (v)                 | Zilver   |
| Worstelen | Yasmany Lugo        | –98 kg Grieks-Romeins (m)  | Zilver   |
|           |                     |                            |          |
| Atletiek  | Denia Caballero     | discuswerpen (v)           | Brons    |
| Boksen    | Joahnys Argilagos   | lichtvlieggewicht (m)      | Brons    |
| Boksen    | Erislandy Savón     | zwaargewicht (m)           | Brons    |
| Boksen    | Lázaro Álvarez      | lichtgewicht (m)           | Brons    |

## Deelnemers en resultaten
(m) = mannen, (v) = vrouwen 

### Atletiek
| Olympiër                                                                              | Discipline               | Resultaat | Prestatie                                                         |
| ------------------------------------------------------------------------------------- | ------------------------ | --------- | ----------------------------------------------------------------- |
| Reynier Mena                                                                          | 200m (m)                 | 28e       | serie 8: 4de in 20,42                                             |
| Roberto Skyers                                                                        | 200m (m)                 | 22e       | serie 4: 2de in 20,44 halve finale 2: 8ste in 20,60               |
| Yoandys Lescay                                                                        | 400m (m)                 | 13e       | serie 1: 3de in 45,36 halve finale 3: 6de in 45,00                |
| Yordan O'Farrill                                                                      | 110m horden (m)          | 21e       | serie 4: 4de in 13,56 halve finale 1: 7de in 13,60                |
| Jhoanis Portilla                                                                      | 110m horden (m)          | DSQ       | serie 6: gediskwalificeerd                                        |
| Dayron Robles                                                                         | 110m horden (m)          | DNS       | niet gestart                                                      |
| José Luis Gaspar                                                                      | 400m horden (m)          | 40e       | serie 3: 7de in 50,58                                             |
| Edel Amores Yaniel Carrero Reynier Mena Reidis Ramos César Yuniel Ruiz Roberto Skyers | 4x100m (m)               | 13e       | serie 2: 7de in 38,47                                             |
| Adrián Chacón William Collazo José Luis Gaspar Yoandys Lescay Osmaidel Pellicier      | 4x400m (m)               | 6e        | serie 2: 3de in 3.00,16 finale: 6de in 2.59,53                    |
| Richer Pérez                                                                          | marathon (m)             | 46e       | 2:18.05                                                           |
| Maykel Demetrio Massó                                                                 | verspringen (m)          | 15e       | kwalificatie groep A: 6de met 7,81m                               |
| Lázaro Martínez                                                                       | hink-stap-springen (m)   | 8e        | kwalificatie groep B: 6de met 16,61m finale: 8ste met 16,68m      |
| Pedro Pablo Pichardo                                                                  | hink-stap-springen (m)   | 14e       | kwalificatie groep A: niet gestart                                |
| Ernesto Revé                                                                          | hink-stap-springen (m)   | DNS       | kwalificatie groep A: 7de met 16,58m                              |
| Jorge Fernández                                                                       | discuswerpen (m)         | 22e       | kwalificatie groep A: 9de met 60,43m                              |
| Roberto Janet                                                                         | kogelslingeren (m)       | 14e       | kwalificatie groep A: 6de met 73,23m                              |
| Yordanis García                                                                       | tienkamp (m)             | 18e       | 7961 punten                                                       |
| Leonel Suárez                                                                         | tienkamp (m)             | 6e        | 8460 punten                                                       |
|                                                                                       |                          |           |                                                                   |
| Arialis Gandulla                                                                      | 200m (v)                 | 50e       | serie 8: 6de in 23,41                                             |
| Rose Mary Almanza                                                                     | 800m (v)                 | 30e       | serie 6: 3de in 2.00,50                                           |
| Sahily Diago                                                                          | 800m (v)                 | 38e       | serie 1: 3de in 2.01,38                                           |
| Lisneidy Veitia                                                                       | 800m (v)                 | 43e       | serie 7: 4de in 2.02,10                                           |
| Zurian Hechevarría                                                                    | 400m horden (v)          | 33e       | serie 1: 7de in 57,28                                             |
| Dailín Belmonte                                                                       | marathon (v)             | 102e      | 2:48.58                                                           |
| Liadagmis Povea                                                                       | hink-stap-springen (v)   | 25e       | kwalificatie groep A: 13de met 13,63m                             |
| Yarisley Silva                                                                        | polsstokhoogspringen (v) | 7e        | kwalificatie groep B: 1ste met 4,60m finale: 7de met 4,60m        |
| Yaniuvis López                                                                        | kogelstoten (v)          | 22e       | kwalificatie groep B: 12de met 17,15m                             |
| Saily Viart                                                                           | kogelstoten (v)          | 26e       | kwalificatie groep A: 12de met 16,99m                             |
| Denia Caballero                                                                       | discuswerpen (v)         | Brons     | kwalificatie groep A: 3de met 62,94m finale: 3de met 65,34m       |
| Yaimé Pérez                                                                           | discuswerpen (v)         | DNF       | kwalificatie groep B: 1ste met 65,38m finale: geen geldige poging |
| Yulenmis Aguilar                                                                      | speerwerpen (v)          | 29e       | kwalificatie groep A: 16de met 64,94m                             |
| Yirisleydi Ford                                                                       | kogelslingeren (v)       | 32e       | kwalificatie groep B: 16de met 10,91m                             |
| Yorgelis Rodríguez                                                                    | zevenkamp (v)            | 9e        | 6481 punten                                                       |

### Badminton
| Olympiër        | Discipline    | Resultaat | Prestatie                                                                 |
| --------------- | ------------- | --------- | ------------------------------------------------------------------------- |
| Osleni Guerrero | enkelspel (m) | 15e       | groep J: 2de V van INA Sugiarto: 14-21, 14-21 W van USA Shu: 21-16, 21-15 |

### Boksen
| Olympiër            | Discipline | Resultaat | Prestatie |
| ------------------- | ---------- | --------- | --- |
| Joahnys Argilagos   | –49kg (m)  | Brons     | 1ste ronde: vrij 2de ronde: W van GBR Yafai: 2-1 kwartfinale: W van KEN Warui: 3-0 halve finale: V van COL Martínez: 1-2                                                       |
| Yosvany Veitía      | –52kg (m)  | 5e        | 1ste ronde: vrij 2de ronde: W van MAR Kharroubi: 3-0 kwartfinale: V van CHN Hu: 1-2                                                                                            |
| Robeisy Ramírez     | –56kg (m)  | Goud      | 1ste ronde: W van IND Thapa: 3-0 2de ronde: W van MAR Hamout: 2-1 kwartfinale: W van CHN Zhang: 3-0 halve finale: W van UZB Akhamadaliev: 3-0 finale: W van USA Stevenson: 2-1 |
| Lázaro Álvarez      | –60kg (m)  | Brons     | 1ste ronde: vrij 2de ronde: W van ITA Tommasone: 3-0 kwartfinale: W van USA Balderas: 3-0 halve finale: V van BRA Conceição: 0-3                                               |
| Yasniel Toledo      | –64kg (m)  | 5e        | 1ste ronde: vrij 2de ronde: W van GBR McCormack: 2-1 kwartfinale: V van AZE Sotomayor: 0-3                                                                                     |
| Roniel Iglesias     | –69kg (m)  | 5e        | 1ste ronde: vrij 2de ronde: W van ARM Margaryan: knock-out kwartfinale: V van UZB Giyasov: 0-3                                                                                 |
| Arlen López         | –75kg (m)  | Goud      | 1ste ronde: vrij 2de ronde: W van HUN Harcsa: 3-0 kwartfinale: W van FRA Assomo: 3-0 halve finale: W van AZE Shakhsuvarly: 3-0 finale: W van UZB Melikuziev: 3-0               |
| Julio César la Cruz | –81kg (m)  | Goud      | 1ste ronde: vrij 2de ronde: W van TUR Ünal: 3-0 kwartfinale: W van BRA Borges: 3-0 halve finale: W van FRA Bauderlique: 3-0 finale: W van KAZ Niyazymbetov: 3-0                |
| Erislandy Savón     | –91kg (m)  | Brons     | 1ste ronde: vrij 2de ronde: W van GBR Okolie: 3-0 kwartfinale: W van ARG Peralta: 3-0 halve finale: V van KAZ Levit: 0-3                                                       |
| Lenier Pero         | +91kg (m)  | 5e        | 1ste ronde: vrij 2de ronde: W van ITA Vianello: 3-0 kwartfinale: V van CRO Hrgović: knock-out                                                                                  |

### Boogschieten
| Olympiër       | Discipline      | Resultaat | Prestatie                                                                                               |
| -------------- | --------------- | --------- | --- |
| Adrián Puentes | individueel (m) | 17e       | plaatsingsronde: 37ste met 656 punten 1ste ronde: W van MEX Boardman: 6-4 2de ronde: V van IND Das: 4-6 |

### Gewichtheffen
| Olympiër          | Discipline | Resultaat | Prestatie                                                   |
| ----------------- | ---------- | --------- | ----------------------------------------------------------- |
| Yoelmis Hernández | –85kg (m)  | 9e        | trekken: 12de met 150kg stoten: 7de met 200kg totaal: 350kg |
|                   |            |           |                                                             |
| Marina Rodríguez  | –63kg (v)  | 8e        | trekken: 8ste met 94kg stoten: 5de met 121kg totaal: 215kg  |

### Gymnastiek
| Olympiër         | Discipline               | Resultaat | Prestatie                                                            |
| ---------------- | ------------------------ | --------- | -------------------------------------------------------------------- |
| Manrique Larduet | brug (m)                 | 5e        | kwalificatie: 4de met 15,766 punten finale: 5de met 15,625 punten    |
| Manrique Larduet | rekstok (m)              | 6e        | kwalificatie: 8ste met 15,116 punten finale: 6de met 15,033 punten   |
| Manrique Larduet | meerkamp individueel (m) | 24e       | kwalificatie: 15de met 86,814 punten finale: 24ste met 29,133 punten |
| Randy Lerú       | meerkamp individueel (m) | 43e       | kwalificatie: 43ste met 82,398 punten                                |

### Judo
| Olympiër            | Discipline | Resultaat | Prestatie |
| ------------------- | ---------- | --------- | --- |
| Magdiel Estrada     | –73kg (m)  | 17e       | 1ste ronde: W van CZE Ježek: waza-ari 2de ronde: V van GEO Sjavdatoeasjvili: ippon |
| Iván Felipe Silva   | –81kg (m)  | 17e       | 1ste ronde: vrij 2de ronde: V van GEO Tsjrikisjvili: yuko |
| Asley González      | –90kg (m)  | 9e        | 1ste ronde: W van BOL Michel: ippon 2de ronde: W van UKR Nhabali: ippon 3de ronde: V van MGL Otgonbaatar: ippon                                                                                               |
| José Armenteros     | –100kg (m) | 9e        | 1ste ronde: vrij 2de ronde: W van MGL Tüvshinbayar: yuko 3de ronde: V van EGY Darwish: yuko |
| Alex García Mendoza | +100kg (m) | 5e        | 1ste ronde: W van TJK Abdurakhmonov: ippon 2de ronde: W van HUN Bor: beslissing 3de ronde: V van JPN Harasawa: ippon herkansingen: W van KGZ Krakovetskii: ippon bronzen finale: V van ISR Sasson: beslissing |
|                     |            |           | |
| Dayaris Mestre      | –48kg (v)  | 5e        | 1ste ronde: W van MAD Ratiarison: shido 2de ronde: W van ESP Figueroa: waza-ari kwartfinale: W van BRA Menezes: shido halve finale: V van KOR Jeong: ippon bronzen finale: V van KAZ Galbadrach: ippon        |
| Maricet Espinosa    | –63kg (v)  | 17e       | 1ste ronde: W van NEP Khatri: waaz-ari 2de ronde: V van ISR Gerbi: ippon |
| Yalennis Castillo   | –78kg (v)  | 5e        | 1ste ronde: vrij 2de ronde: W van NED Verkerk: shido kwartfinale: V van SLO Velenšek: ippon herkansingen: W van HUN Joó: yuko bronzen finale: V van BRA Aguiar: yuko                                          |
| Idalys Ortíz        | +78kg (v)  | Zilver    | 1ste ronde: vrij 2de ronde: W van RUS Tsjibisova: ippon kwartfinale: W van KOR Kim: ippon halve finale: W van JPN Yamabe: yuko finale: V van FRA Andéol: ippon                                                |

### Kanovaren
| Olympiër                    | Discipline    | Resultaat | Prestatie                                                                           |
| --------------------------- | ------------- | --------- | ----------------------------------------------------------------------------------- |
| Jorge Dayán Serguey Torres  | C-2 1000m (m) | 6e        | serie 2: 2de in 3.34,939 halve finale 2: 1ste in 3.40,192 finale: 6de in 3.48,133   |
| Fidel Antonio Vargas        | K-1 200m (m)  | 17e       | serie 2: 6de in 35,561                                                              |
| Jorge García Reinier Torres | K-2 1000m (m) | 9e        | serie 1: 5de in 3.25,711 halve finale 2: 5de in 3.23,466 finale B: 1ste in 3.18,768 |
|                             |               |           |                                                                                     |
| Yusmar Mengana              | K-1 200m (v)  | 12e       | serie 4: 4de in 41,701 halve finale 1: 6de in 41,688 finale B: 4de in 42,036        |
| Yusmar Mengana              | K-1 500m (v)  | 25e       | serie 1: 6de in 2.02,162                                                            |

### Moderne vijfkamp
| Olympiër      | Discipline | Resultaat | Prestatie   |
| ------------- | ---------- | --------- | ----------- |
| José Figueroa | mannen     | 32e       | 1214 punten |
|               |            |           |             |
| Leydi Moya    | vrouwen    | 34e       | 986 punten  |

### Roeien
| Olympiër                          | Discipline             | Resultaat | Prestatie |
| --------------------------------- | ---------------------- | --------- | --- |
| Ángel Fournier                    | skiff (m)              | 6e        | serie 1: 1ste in 7.06,89 kwartfinale 1: 1ste in 6.51,89 halve finale 1: 3de in 7.02,65 finale: 6de in 6.55,90   |
| Liosbel Hernández Raúl Hernández  | lichte dubbel-twee (m) | 18e       | serie 3: 4de in 6.39,79 herkansingen: 3de in 7.07,17 halve finale 2: 2de in 7.30,13 finale C: 6de in 6.47,80    |
| Adrián Oquendo Eduardo Rubio      | dubbel-twee (m)        | 13e       | serie 1: 5de in 6.52,20 herkansingen: 4de in 6.21,52                                                            |
|                                   |                        |           | |
| Licet Hernández Yislena Hernández | lichte dubbel-twee (v) | 19e       | serie 3: 4de in 7.26,43 herkansingen: 5de in 8.22,05 halve finale C/D: 4de in 8.27,44 finale D: 1ste in 7.50,21 |

### Schermen
| Olympiër        | Discipline | Resultaat | Prestatie                       |
| --------------- | ---------- | --------- | ------------------------------- |
| Yoendry Iriarte | sabel (m)  | 17e       | 1ste ronde: V van KOR Kim: 7-15 |

### Schietsport
| Olympiër          | Discipline              | Resultaat | Prestatie                                                                |
| ----------------- | ----------------------- | --------- | ------------------------------------------------------------------------ |
| Reinier Estpinan  | 10m luchtgeweer (m)     | 48e       | kwalificatie: 48ste met 610 punten (101,9-101,2-100,6-102,4-101,2-102,7) |
| Alexander Molerio | 10m luchtgeweer (m)     | 48e       | kwalificatie: 48ste met 607,2 punten (99,2-101,3-102,6-99,2-101,8-103,1) |
| Reinier Estpinan  | 50m drie houdingen (m)  | 38e       | kwalificatie: 38ste met 1157 punten (384-396-377)                        |
| Alexander Molerio | 50m drie houdingen (m)  | 42e       | kwalificatie: 42ste met 1146 punten (388-384-374)                        |
| Reinier Estpinan  | 50m liggend (m)         | 45e       | kwalificatie: 45ste met 613,6 punten (100,7-103-102,4-103,3-102,4-101,8) |
| Jorge Grau        | 50m pistool (m)         | 27e       | kwalificatie: 27ste met 546 punten (89-90-92-95-89-91)                   |
| Leuris Pupo       | 25m snelvuurpistool (m) | 5e        | kwalificatie: 6de met 583 punten (290-293) finale: 5de met 18 punten     |
| Jorge Grau        | 10m luchtpistool (m)    | 37e       | kwalificatie: 37ste met 569 punten (95-94-96-94-94-96)                   |
| Jorge Grau        | skeet (m)               | 26e       | kwalificatie: 26ste met 116 punten (24-21-23-25-23)                      |
|                   |                         |           |                                                                          |
| Eglis Yaima Cruz  | 10 m luchtgeweer (v)    | 31e       | kwalificatie: 31ste met 412,1 punten (102,1-104,2-101,7-104,1)           |
| Dianelys Pérez    | 10 m luchtgeweer (v)    | 46e       | kwalificatie: 46ste met 403,5 punten (100,9-103,4-99,9-99,3)             |
| Eglis Yaima Cruz  | 50 m drie houdingen (v) | 10e       | kwalificatie: 10de met 581 punten (195-198-188)                          |
| Dianelys Pérez    | 50 m drie houdingen (v) | 36e       | kwalificatie: 36ste met 568 punten (186-191-191)                         |

### Taekwondo
| Olympiër        | Discipline | Resultaat | Prestatie                                                              |
| --------------- | ---------- | --------- | ---------------------------------------------------------------------- |
| Rafael Castillo | +80kg (m)  | 9e        | voorronde: W van TUN Trabelsi: 13-4 kwartfinale: V van UZB Shokin: 1-1 |

### Tafeltennis
| Olympiër     | Discipline    | Resultaat | Prestatie                                                                             |
| ------------ | ------------- | --------- | ------------------------------------------------------------------------------------- |
| Jorge Campos | enkelspel (m) | 48e       | voorronde: vrij 1ste ronde: V van CAN Wang: 2-4 (11-6, 11-13, 11-9, 4-11, 5-11, 6-11) |
| Andy Pereira | enkelspel (m) | 48e       | voorronde: vrij 1ste ronde: V van BRA Calderano: 0-4 (6-11, 7-11, 7-11, 4-11)         |

### Volleybal

#### Beach
| Olympiër                     | Discipline | Resultaat | Prestatie |
| ---------------------------- | ---------- | --------- | --- |
| Nivaldo Díaz Sergio González | beach (m)  | 5e        | groep D: 1ste W van BRA Oliveira/Salgado: 2-1 (24-22, 21-23, 15-13) W van LAT Samoilovs/Šmēdiņš: 2-1 (23-21, 19-21, 15-9) W van CAN Saxton/Schalk: 2-0 (21-15, 21-18) 2de ronde: W van AUT Doppler/Horst: 21-17, 21-14 kwartfinale: V van RUS Krasilnikov/Semjonov: 1-2 (20-22, 24-22, 16-18) |

#### Zaal
| Olympiër | Discipline | Resultaat | Prestatie |
| --- | ---------- | --------- | --- |
| Yosvani González Osniel Melgarejo Javier Jiménez A Javier Concepción Osniel Rendón Yonder García Liván Osoria Darien Ferrer Mario Rivera Reinier Rojas Miguel Ángel López Adrián Goide | zaal (m)   | 11e       | groep B: 6de V van Rusland: 1-3 (17-25, 19-25, 25-22, 18-25) V van Egypte: 0-3 (22-25, 15-25, 22-25) V van Iran: 0-3 (21-25, 29-31, 16-25) V van Argentinië: 0-3 (16-25, 14-25, 16-25) V van Polen: 0-3 (18-25, 15-25, 17-25) |

| Groep B |            |             |             |             |             |             |             |        |        |        |        |
| #       | Land       | Wedstrijden | Wedstrijden | Wedstrijden | Wedstrijden | Wedstrijden | Wedstrijden | Punten | Punten | Punten | Punten |
| #       | Land       | G           | W           | V           | SW          | SV          | SR          | SPW    | SPL    | Saldo  | PNT    |
| 1       | Argentinië | 5           | 4           | 1           | 12          | 4           | +8          | 394    | 335    | +59    | 12     |
| 2       | Polen      | 5           | 4           | 1           | 14          | 5           | +9          | 447    | 389    | +58    | 12     |
| 3       | Rusland    | 5           | 4           | 1           | 13          | 6           | +7          | 432    | 367    | +65    | 11     |
| 4       | Iran       | 5           | 2           | 3           | 8           | 9           | −1          | 389    | 392    | −3     | 7      |
| 5       | Egypte     | 5           | 1           | 4           | 3           | 12          | −9          | 286    | 362    | −76    | 3      |
| 6       | Cuba       | 5           | 0           | 5           | 1           | 15          | −14         | 300    | 403    | −103   | 0      |

| Ronde       | Datum | Lokale tijd | MEZT           | Plaats     | Land | Score  | Land |
| ----------- | ----- | ----------- | -------------- | ---------- | ---- | ------ | ---- |
| Groepsfase  |       |             |                |            |      |        |      |
| 7 augustus  | 20:30 | 01:30       | Rio de Janeiro | Rusland    | 3−1  | Cuba   |      |
| 9 augustus  | 20:30 | 01:30       | Rio de Janeiro | Cuba       | 0−3  | Egypte |      |
| 11 augustus | 09:30 | 14:30       | Rio de Janeiro | Iran       | 3−0  | Cuba   |      |
| 13 augustus | 11:35 | 16:35       | Rio de Janeiro | Argentinië | 3−0  | Cuba   |      |
| 15 augustus | 17:05 | 22:05       | Rio de Janeiro | Polen      | 3−0  | Cuba   |      |

### Wielersport
| Olympiër        | Discipline | Resultaat | Prestatie |
| Baan            | Baan       | Baan      | Baan |
| --------------- | ---------- | --------- | --- |
| Lisandra Guerra | keirin (v) | 13e       | 1ste ronde: 3de herkansingen: 3de |
| Lisandra Guerra | sprint (v) | 20e       | kwalificatie: 20ste in 11,171 |
| Marlies Mejias  | omnium (v) | 7e        | scratch: 12de individuele achtervolging: 8ste in 3.34,034 afvalling: 18de tijdrit: 8ste in 35,655 vliegende ronde: 9de in 14,441 puntenkoers: 3de met 73 punten totaal: 173 punten |
| Weg             |            |           | |
| Arlenis Sierra  | weg (v)    | 28e       | 3:58.03 |

### Worstelen
| Olympiër            | Discipline  | Resultaat   | Prestatie |
| Vrije stijl         | Vrije stijl | Vrije stijl | Vrije stijl |
| ------------------- | ----------- | ----------- | --- |
| Yowlys Bonne        | –57kg (m)   | 5e          | kwalificatie: W van UZB Rakhmonov: 4-0 1ste ronde: W van SEN Diatta: 3-1 kwartfinale: V van JPN Higuchi: 1-3 herkansingen: W van PRK Yang: 4-1 bronzen finale: V van IRI Rahimi: 0-5 |
| Alejandro Valdés    | –65kg (m)   | 7e          | kwalificatie: W van TUR Kaya: 5-0 1ste ronde: V van RUS Ramonov: 1-3 herkansingen: V van CAN Garcia: 1-3                                                                             |
| Liván López         | –74kg (m)   | 10e         | kwalificatie: W van ESP Friev: 3-1 1ste ronde: V van KAZ Usserbayev: 1-3 |
| Reineris Salas      | –86kg (m)   | 5e          | kwalificatie: vrij 1ste ronde: W van KOR Kim: 3-1 kwartfinale: V van TUR Yaşar: 1-3 herkansingen: W van PUR Espinal: 3-1 bronzen finale: V van USA Cox: 0-5                          |
| Javier Cortina      | –97kg (m)   | 10e         | kwalificatie: vrij 1ste ronde: V van USA Snyder: 1-3 herkansingen: V van ROU Saritov: 1-3                                                                                            |
| Grieks-Romeins      |             |             | |
| Ismael Borrero      | –59kg (m)   | Goud        | kwalificatie: vrij 1ste ronde: W van KGZ Eraliev: 3-1 kwartfinale: W van CHN Wang: 4-0 halve finale: W van UZB Tasmuradov: 3-1 finale: W van JPN Ota: 4-0                            |
| Miguel Martínez     | –66kg (m)   | 12e         | kwalificatie: V van AZE Chunayev: 1-3 |
| Yurisandy Hernández | –75kg (m)   | 17e         | kwalificatie: vrij 1ste ronde: V van USA Bisek: 0-3 |
| Yasmany Lugo        | –98kg (m)   | Zilver      | kwalificatie: vrij 1ste ronde: W van CHN Xiao: 3-0 kwartfinale: W van IRI Rezaei: 3-0 halve finale: W van SWE Schön: 3-0 finale: V van ARM Aleksanjan: 0-3                           |
| Mijaín López VO     | –130kg (m)  | Goud        | kwalificatie: vrij 1ste ronde: W van EST Nabi: 3-0 kwartfinale: W van SWE Eurén: 3-0 halve finale: W van RUS Semenov: 3-0 finale: W van TUR Kayaalp: 3-0                             |

### Zwemmen
| Olympiër         | Discipline          | Resultaat | Prestatie               |
| ---------------- | ------------------- | --------- | ----------------------- |
| Luis Vega Torres | 400m wisselslag (m) | 26e       | serie 1: 3de in 4.27,27 |
|                  |                     |           |                         |
| Elisbet Gámez    | 200m vrije slag (v) | 36e       | serie 2: 4de in 2.01,08 |